# Doi Yoichi
Doi Yoichi (土肥 洋一 Doi Yōichi, sinh ngày 25 tháng 7 năm 1973) là một cựu cầu thủ bóng đá Nhật Bản. Anh từng đá cho Đội tuyển bóng đá quốc gia Nhật Bản.

## Thống kê sự nghiệp
| Đội tuyển bóng đá Nhật Bản | Đội tuyển bóng đá Nhật Bản | Đội tuyển bóng đá Nhật Bản |
| Năm                        | Trận                       | Bàn                        |
| -------------------------- | -------------------------- | -------------------------- |
| 2004                       | 2                          | 0                          |
| 2005                       | 2                          | 0                          |
| Tổng cộng                  | 4                          | 0                          |